# Stonewall Inn
Stonewall Inn (dosl. hrv. Stonvolska krčma), često skraćeno kao Stonewall, gejska je taverna i rekreacijski bar koji se nalazi u New Yorku u menhetenskoj četvrti Greenwich Villageu i mjesto gdje su 1969. godine počeli stonvolski nemiri, koji se smatraju početkom suvremenog LGBT-ovskog pokreta.

## Povijest
Stonewall Inn, koji se nalazi u Christopherovoj ulici (engl. Christopher Street) na brojevima 51 i 53, zajedno s nekoliko drugih objekata u gradu bio je u vlasništvu mafijaške obitelji Genovese. Godine 1966. tri člana mafije uložila su 3500 dolara da bi od nekadašnjeg restorana i noćnog kluba napravili gejski bar. U baru nije bilo tekuće vode, WC je stalno poplavljivao, a nije bilo ni požarnog izlaza. Bar je imao dva plesna podija, a u stražnjem se dijelu nalazila mala prostorija u kojoj su se najčešće okupljale kraljice. Stonewall Inn bio je jedan od dvaju barova u New Yorku u koji su mogli ići našminkani feminizirani muškarci u muškoj odjeći. Procjenjuje se da su muškarci činili 98 % posjetitelja, ali su ponekad onamo dolazile i lezbijke. Starost posjetitelja varirala je od starijih tinejdžera do osoba u ranim tridesetim godinama, a rasni sastav bio je podjednako raspoređen među bijelcima, Afroamerikancima i Hispanoamerikancima. Zbog mješovitosti posjetitelja, svoje lokacije i činjenice da je ples bio dopušten, Stonewall Inn bio je poznat kao "najbolji gejski bar u gradu".
Samo tri mjeseca nakon izbijanja stonvolskih nemira bar je zatvoren. Tijekom 1970-ih i 1980-ih na toj se lokaciji izmijenilo nekoliko trgovina: sendvič-bar, kineski restoran i dućan s cipelama. Na istoj lokaciji, odnosno na zapadnom dijelu, na broju 53, otvoren je 1989. bar Stonewall. Krajem 1990-ih preuređen je u noćni klub koji je zbog financijskih problema zatvoren 2006. godine.
Nakon obnove 2007. bar je ponovno otvoren pod originalnim imenom Stonewall Inn.

## Nasljeđe
U lipnju 1999. područje oko Stonewalla upisano je u Nacionalni registar povijesnih mjesta zbog svog značaja za povijest LGBT-a.
Američko Ministarstvo unutarnjih poslova ↓1 proglasilo je Stonewall Inn, Christopherovu ulicu i okolne ulice nacionalnom povijesnom znamenitošću 2000. godine.